# Joachim Beuckelaer
Joachim Beuckelaer (Anvers, 1533-1574) va ser un pintor flamenc.
Va estudiar amb el seu oncle, Pieter Aertsen. Moltes de les seves pintures contenen escenes de cuines i mercats, amb al·lusions religioses al fons. La seva sèrie sobre els Quatre elements, a la National Gallery de Londres, exemplifica aquest tema a gran escala. L'Aigua, per exemple, mostra un mercat de peix on es venen dotze tipus de peix, representant els dotze apòstols de Jesús. A través d'un arc al fons veiem a Jesús caminant sobre el mar de Galilea després de la seva resurrecció, fent que els peixos apareguin miraculosament en xarxes buides. L'obra de Beuckelaer va ser influent en pintors del nord d'Itàlia, en particular Vincenzo Campi..